# Panzer VI Tiger Ausf. B (Tiger II)
Tiger II ili službenim nazivom Panzerkampfwagen Tiger Ausf. B je bio njemački teški tenk u Drugom svjetskom ratu. Poznat je i pod nazivom Königstiger (njem. naziv za Bengalskog tigra), što se kod Saveznika često prevodilo kao Kraljevski Tigar (eng. King Tiger ili Royal Tiger).
Dizajn tenka slijedi isti temelj njegovog prethodnika Tiger I, s namjerom da ima još bolju oklopnu zaštitu. Tako Tiger II kombinira svojstva debelog oklopa tenka Tiger I s nakošenim oklopom tenka Panther. Masa Tigra II je gotovo 70 tona, zbog čega je njegov najveći problem bio prelazak rijeka, jer je malo koji most iz tog vremena mogao podnijeti toliku masu. Zbog prekomjerne mase transport do bojišta je bio vrlo složen. Vozni dio Tigera II je poslužio kao osnova za konstruiranje lovca tenkova Jagdtiger koji je bio najteže njemačko oklopno vozilo upotrijebljeno u borbama u Drugom svjetskom ratu.
Debljina oklopa sprijeda je bila do 180 mm, a glavno oružje je bio top kalibra 88 mm Kampfwagenkanone 43 L/71. Tenkovi Tigar II su se nalazili u sastavu teških oklopnih bojni i u jedinicama Waffen SS-a. Prvi put su upotrijebljeni u borbi u sklopu 503. teške oklopne bojne (njem. Schwere-Heers-Panzer-Abteilung 503) tijekom savezničkog iskrcavanja u Normandiji 11. srpnja 1944. Na istočnom frontu prva jedinica koja je opremljena tenkovima Tiger II je bila 501. teška oklopna bojna (njem. Schwere Panzer-Abteilung 501) koja je do 1. rujna 1944. u svojim redovima imala 25 Tigera II spremnih za borbu.

## Razvoj
Razvoj teškog tenka je započeo 1937. godine. Ugovor za projektiranje novog teškog tenka je dobila tvrtka Henschel. Drugi ugovor je dodijeljen 1939. poznatom njemačkom dizajneru, Ferdinandu Porscheu. Oba su prototipa imali ugrađenu istu kupolu koju je dizajnirao i proizvodio Krupp. Razlike između dva tenka su se odnosili na izgled tijela, korištenu transmisiju i suspenziju i vozne mogućnosti.
Verzija koju je predstavio Henschel je koristila konvencionalni dizajn tijela sa zakošenim oklopom kao na Panther tenku. Motor je bio ugrađen straga i korišteno je devet međusobno preklapanih čeličnih kotača sa svake strane pričvršćenih na poprečne torzijske poluge slično kao i na originalnom Tigeru.
Tijelo tenka kojeg je dizajnirao Porsche je imalo kupolu postavljenu na stražnji dio tijela i motor ugrađen u sredinu tijela. Suspenzija je bila ista kao i na Jagdpanzer Elefantu, sa šest kotača sa svake strane tenka. Jedna Porscheova verzija je imala hibridni benzinsko-električni pogonski sustav. Taj hibridni pogonski sustav je bio povezan: benzinski motor – generator električne struje – elektromotor – pogonski prijenos. Ovakvo rješenje je bilo i prije predloženo za Tiger (P) (kasnije prototipovi Elefanta) i u nekim američkim konceptima, ali nikada nije ušao u proizvodnju. Porscheova suspenzija je korištena kod nekoliko kasnijih Jagdtiger lovca tenkova. Drugi prijedlog je bio uporaba hidrauličnog pogona. Neobični koncepti dr. Porschea su imali jako malo koristi.

## Dizajn
Henschel je dobio ugovor i svi tenkovi Tiger II su proizvedeni u toj tvrtki. U proizvodnji su korištena dva različita dizajna kupole. Prvotni dizajn se katkada naziva "Porscheova" kupola što je zabuna. Ta kupola je bila dizajnirana za Porscheov prototip, ali je kupolu za oba prototipa (Porscheov i Henschelov) dizajnirala tvrtka Krupp. Ta je kupola imala zaobljeni prednji dio s kosim bočnim stranama i zaobljenom izbočinom na lijevoj strani kupole kako bi na krov stala zapovjednikova kupola. Pedeset takvih kupola je u početnoj fazi proizvodnje montirano na Henschelovo tijelo tenka, ali su ove kupole bile komplicirane za proizvodnju. Mnogo češća kupola, katkad zvana "Henschelova" kupola, je bila pojednostavljena (prednji dio više nije bio zaobljen) s ravnom i debljom prednjom pločom. Zaobljena prednja strana kupole je na prvim proizvodnim primjercima proizvodila efekt koji se naziva "shot trap" (hrv. pucajuća zamka) koja bi kada projektil udari kupolu doveo do promjene putanje projektila i odbio ga u tijelo tenka na kojem je oklop manje debljine. Bočne stranice također nisu bile toliko zakošene što je maknulo potrebu za izbočinom kako bi stala zapovjednikova kupola. Primjerci s obje verzije kupole su korišteni u borbama.
Kupola je dizajnirana kako bi se u nju mogao ugraditi 88 mm KwK 43 top kalibra 71. U kombinaciji s Turmzielfernrohr 9d (njem. teleskopski vizor kupole) monokularni vizor kojeg je proizvodio Leitz bilo je to veoma precizno i ubojito oružje. Tijekom testnih vježbi, vjerojatnost da prva granata pogodi metu visoku 2 metra i 2,5 metara široku je pala ispod 100% samo kada je udaljenost bila veća od 1000 metara. Na udaljenosti od 1500 metara vjerojatnost je pala na 95-97 posto, a na 2000 metara na 85-87 posto, ovisno o vrsti granate. Zabilježene preciznosti u borbi su bile manje, ali i dalje više od 80% na 1000 metara, 60% na 1500 metara i oko 40% na 2000 metara. Penetracija ploče oklopa nagnute za 30o je bila 202 i 132 mm na udaljenostima od 100 i 2000 metara za Panzergranate 39/43 (hrv. tenkovska granata) i 238 i 153 mm za Panzergranate 40/44 projektil na istim udaljenostima. Visokoeksplozivna granata (HEAT) Sprenggranate 43 se koristila za "meke" mete ili Hohlgranate (katkad zvana Hohlgeschoss 39) koja je mogla probiti 90 mm oklopa na bilo kojoj udaljenosti, a koristila se kao višenamjenska granata za "meke" i oklopne ciljeve.
Za okretanje kupole je bio zadužen Boehringer-Sturm L4S hidraulični motor koji je pokretan s glavnog motora preko odvojene osovine. Topniku su na raspolaganju bile dvije različite brzine okretanja kupole preko ručice mjenjača koja se nalazila desno od njega. Kupola se mogla okrenuti za jedan puni krug unutar 60 sekundi u nižoj brzini ili za 19 sekundi u višoj brzini u stanju mirovanja i u 10 sekundi pri maksimalnoj brzini motora. Smjer i brzinu okretanja je kontrolirao topnik preko nožnih papučica ili preko poluge za upravljanje blizu njegove lijeve ruke. Sustav je radio dovoljno glatko i točno za konačno pozicioniranje topa tako da topnik nije trebao koristiti ručne komande za precizno podešavanje. Većina ostalih tenkova u tom vremenskom razdoblju je zahtijevalo precizno podešavanje. Ako bi motor otkazao ili bio oštećen, kupola se polako mogla pomicati ručno uz pomoć punitelja koji je imao pomoćni kotač.
Kao i svi njemački tenkovi u to vrijeme, imao je benzinski motor. Isti je motor snage 700 KS V-12 Maybach HL 230 P30 pokretao mnogo lakše tenkove kao Panther i Tiger I. Tiger II je pokretao preslab motor s obzirom na težinu vozila kao i mnoge druge teške tenkove u Drugom svjetskom ratu i trošio je mnogo goriva s čijim se manjkom njemačka borila kroz cijeli rat. Ugrađeni prijenos je bio Maybach OLIVAR EG 40 12 16 Model B, koji je imao osam brzina za kretanje naprijed i četiri za kretanje unatrag. Mjenjač Henschel L 801 je bio podložan čestim kvarovima. Poprečne torzijske šipke su nosile šasiju, s 9 preklapanih kotača promjera 800 mm s gumenim jastučićima i čeličnim gumama unutar gusjenica na obje strane.
Kao i Tiger I, svaki tenk je imao dva seta gusjenica: normalne "borbene gusjenice" i uže "transportne" koje su korištene prilikom transporta željeznicom. Transportne gusjenice su smanjile gaznu površinu i povećale pritisak na tlo pa su se mogle koristiti samo za manje udaljenosti na čvrstom tlu. Posada je trebala promijeniti transportne u borbene gusjenice čim je tenk istovaren. Pritisak na tlo je bio 0,76 kg/cm2

### Zapovjedna inačica
Zapovjedna verzija Tigera II je označena kao Panzerbefehlswagen Tiger Ausf. B. Imala je dvije verzije, Sd.Kfz. 267 i Sd.Kfz. 268. Nosili su samo 63 granate kako bi imali mjesta za dodatni radio i prateću opremu, i imali su dodatni oklop na stražnjem dijelu (za zaštitu motora). Sd.Kfz. 267 je koristio FuG 8 i FuG 5 radio setove, s najvećom vizualnom razlikom dvometarskom antenom postavljenom na krov kupole i Sternantenna D antena postavljena na izoliranu bazu koja je bila zaštićena velikim oklopnim cilindrom. Oprema je bila smještena u stražnji dio gdje je originalno bila oprema za prelaženje preko rijeka (tj. zaranjanje). Sd.Kfz. 268 je koristio FuG 7 i FuG 5 radio setove s dvometarskom štapnom antenom postavljenom na krov kupole i 1,4 metara visokom antenom postavljenom na kraj tenka.

## Proizvodnja
Tiger II je dovršen u kasnijoj fazi rata i proizveden je u relativno malom broju primjeraka. Naručeno je 1500 Tigera II, ali je proizvodnja jako ometana savezničkim bombardiranjima. Između ostalog, u pet napada između 22. rujna i 7. listopada 1944. je uništen najveći dio Henschelove tvornice. Procjenjuje se da je to bombardiranje prouzročilo gubitak u proizvodnji od oko 657 Tigera II. Proizvedena su samo 492 primjerka: 1943. samo 1, 1944. 379 primjeraka i 112 u zadnjoj godini rata. Puna proizvodnja se odvijala od sredine 1944. do kraja rata.
Tiger II je poslužio kao baza za jednu proizvodnu inačicu, lovca tenkova Jagdtigera i predložen je kao osnova za Grille 17/21/30/42 samohodni top koji nikada nije ušao u proizvodnju.

## Predložene nadogradnje
Verzija s ugrađenim Maybach HL230 motorom s ubrizgavanjem goriva i unaprijeđenim cijelim pogonskim sklopom koji je osmišljen kako bi povećao snagu na oko 986 KS (736 kW). Henschel je predložio ovaj motor za buduću proizvodnju i ugradnju u postojeći Tiger II, ali pogoršanjem ratne situacije ova nadogradnja je ostala samo na papiru. Druge preložene nadogradnje su uključivale novi glavni top (105 mm KwK L/68), stabilizirani nišan i top, automatski punjač topa, Zeiss stereoskopski mjerač udaljenosti, grijanje odjeljka za posadu, mjesto za dodatnih 12 granata i filtri zraka kako bi posada bila zaštićena od otrovnih plinova, ali nijedan od ovih prijedloga nije ušao u proizvodnu varijantu tenka.

## Tehničke karakteristike
- Mjenjač:  Maybach OLVAR EG 40 12 16 B (8 brzina za naprijed i 4 za unatrag)[21]
- Radio:  FuG 5, Befehlswagen (hrv. zapovjedno vozilo) inačica: FuG 8 (Sd.Kfz. 267), FuG 7 (Sd.Kfz. 268)[6]

- Streljivo:
  - 88 mm – 80 komada (tzv. Porscheova kupola),[3] 86 komada (tzv. Henschelova kupola), najčešće 50% PzGr 39/43 i 50% SprGr 43, katkad ograničen broj PzGr 40/43, ili sa SprGr zamijenjenom s HlGr[3]
PzGr 39/43 (Kinetički penetrator, volfram jezgra) (veći domet, manja penetracija, eksplozivno punjenje)[2][18]
PzGr 40/43 (Kinetički penetrator, volfram jezgra) (kraći domet, veća penetracija, bez eksplozivnog punjenja)[2][18]
SprGr 43 (HEAT)[2]
HlGr 39 (višenamjenska)[2]
  - 7,92 mm – do 5.850 komada streljiva[4]
- Topnički vizor: Turmzielfernrohr 9b/1 (TZF 9b/1) binokular do svibnja 1944., kasnije 9d (TZF 9d) monokular.[28]

| Prednji dio tijela  | (donji)      | 100 mm pri 40°  | (gornji)    | 150 mm pri 40°          |  |
| Bočni dio tijela    | (donji)      | 80 mm pri 90°   | (gornji)    | 80 mm pri 65°           |  |
| Stražnji dio tijela |              | 80 mm pri 60°   |             |                         |  |
| Krov tijela         |              | 40 mm pri 0°    |             |                         |  |
| Podnica tijela      | (prednji)    | 40 mm pri 90°   | (stražnji)  | 25 mm pri 90°           |  |
| Prednji dio kupole  | (proizvodna) | 180 mm pri 80°  | ("Porsche") | 60 do 110 mm, zaobljena |  |
| Bočni dio kupole    | (proizvodna) | 80 mm pri 70°   | ("Porsche") | 80 mm pri 60°           |  |
| Stražnji dio kupole | (proizvodna) | 80 mm pri 70°   | ("Porsche") | 80 mm pri 60°           |  |
| Krov kupole         | (proizvodna) | 40 mm pri 0–10° | ("Porsche") | 40 mm pri 0–12°         |  |
|                     |              |                 |             |                         |  |

## Operativna upotreba

### Organizacija
Osim za razvoj, trening i pet tenkova dodijeljenih Panzer Lehr (najelitnija postrojba), Tigeri II su dodijeljeni teškim oklopnim bojnama (njem. schwere Panzer Abteilung) njemačke vojske (njem. Heer) ili postrojbama Waffen SS.
Osnovna bojna (Abteilung) sastoji se od 45 tenkova:
| Zapovjedništvo bojne 3x Tiger II      |                                       |                                       |                                       |                                       |                                       |                                       |                                       |                                       |
| Zapovjedništvo 1. satnije 2x Tiger II | Zapovjedništvo 1. satnije 2x Tiger II | Zapovjedništvo 1. satnije 2x Tiger II | Zapovjedništvo 2. satnije 2x Tiger II | Zapovjedništvo 2. satnije 2x Tiger II | Zapovjedništvo 2. satnije 2x Tiger II | Zapovjedništvo 3. satnije 2x Tiger II | Zapovjedništvo 3. satnije 2x Tiger II | Zapovjedništvo 3. satnije 2x Tiger II |
| 1. vod 4x Tiger II                    | 2. vod 4x Tiger II                    | 3. vod 4x Tiger II                    | 1. vod 4x Tiger II                    | 2. vod 4x Tiger II                    | 3. vod 4x Tiger II                    | 1. vod 4x Tiger II                    | 2. vod 4x Tiger II                    | 3. vod 4x Tiger II                    |

Jedinice koje su koristile Tiger II tenkove su sljedeće:
Heer: (s.H.Pz.Abt) 501., 502., 503., 504., 505., 506., 507., 508., 509., 510., 511.
SS: (s.SS.Pz.Abt) 101., 102., 103.

### Pouzdanost i pokretljivost
Postojala su dva glavna mehanička problema oko početne nepouzdanosti Tigera II, propuštanje brtve i preopterećenje pogonskog sklopa koji je bio namijenjen lakšim vozilima. Izuzetno sklon kvarovima je bio mjenjač brzine. Nedostatak dovoljnog treninga posade je još više naglašavao ovaj problem; vozači koji su imali ograničenu obuku na nekom drugom tenku su često slani direktno na tenk koji je bio transportiran na bojište.
501. teška oklopna bojna (s.H.Pz.Abt. 501) stigla je na Istočni front sa samo 8 od 45 tenkova spremnih za uporabu, većinom zbog otkazivanja pogonskog sklopa. Prvih pet Tigera II predanih postrojbi Panzer Lehr su se pokvarili prije nego što su se mogli koristiti u borbi i uništeni su kako bi se spriječilo njihovo zarobljavanje.
Pouzdanost se poboljšala tijekom vremena s konstantnim unaprjeđenjem brtvi, brtvila i pogonskog sklopa, obuke posade i potrebnog održavanja. Statistika iz 15. ožujka 1945. uspoređuje dostupnost Tigera II u dobrom odnosu s drugim tenkovima: 62 posto Panzera IV, 59 posto Tigera II i 48 posto Panthera su borbeno dostupni do tog dijela rata.
Ukupno gledano, Tiger II je bio strašan tenk usprkos problemima koje je imao. Njegov 88 mm top je mogao uništiti bilo koje savezničko borbeno oklopno vozilo u službi tijekom rata daleko izvan dometa protivničkog tenka. Iako je imao problema s pouzdanošću, Tiger II je bio izvanredno agilan za tako teško vozilo. Tadašnja njemačka testiranja i bilježenja pokazuju da je njegova pokretljivost bila ista ili čak bolja od većine ostalih njemačkih i savezničkih tenkova.

### Borbena povijest
Prva borbena upotreba novog tenka je bila u redovima 1. satnije 503. teške oklopne bojne (s.H.Pz.Abt. 503) tijekom Bitke za Normandiju, protiv kanadske Operacije Atlantik između Troarna i Demouvillea 18. srpnja 1944.; gubici su bili dva Tigera II u borbi i jedan zapovjedni tenk satnije koji je postao neupotrebljiv nakon što je upao u krater od bombe tijekom britanske ofenzivne Operacije Goodwood.
Na Istočnom frontu, prvi puta su korišteni 12. kolovoza 1944. u redovima 501. teške oklopne bojne (s.H.Pz.Abt. 501) pružajući otpor Lvov–Sandomierz ofenzivi. Napali su sovjetske mostobrane preko rijeke Visle blizu Baranówa Sandomierskia kako bi usporili sovjetsku ofenzivu. Na cesti za Oględów, tri Tigera II su uništena u zasjedi s nekoliko T-34-85. Zbog toga što su ovi tenkovi bili skloni eksploziji municije koja je uzrokovala mnoge žrtve u tenkovskim posadama, municija za glavni top se više nije smjela spremati unutar kupole, što je smanjilo broj borbenog kompleta granata na 68. Čak četrnaest Tigera II 501. teške oklopne bojne je bilo uništeno tijekom 12. i 13. kolovoza u bočnim zasjedama sovjetskih T-34-85 i IS-2 tenkovima na nepogodnom pješčanom terenu.
Dana 15. listopada 1944. Tigeri II 503. teške oklopne bojne su igrali ključnu ulogu tijekom Operacije Panzerfaust, pružajući potporu trupama Ottoa Skorzenya u zauzimanju mađarskog glavnog grada Budimpešte, što je omogućilo da zemlja ostane unutar Sila Osovine do kraja rata. 503. teška oklopna bojna je sudjelovala i u Bitki za Debrecen. 503. bojna je ostala u Mađarskoj 166 dana, tijekom kojih je uništila barem 121 sovjetski tenk, 244 protutenkovskih topova i topništva, pet zrakoplova i vlak. Jedinica je u tim borbama izgubila 25 Tigera II: deset su ih uništile sovjetske jedinice, dva su poslana u Beč za tvornički popravak, dok ih je trinaest uništeno od strane svojih posada iz različitih razloga, najčešće kako ne bi upali u ruke neprijatelja. Kurt Knispel, najbolji tenkovski as svih vremena (162 uništenih protivničkih oklopnih vozila) je također služio u 503. bojni i ubijen je u akciji 29. travnja 1945. u Tigeru II.
Tiger II je bio prisutan i u bitki u Ardenima tijekom prosinca 1944., u sovjetskoj Vistula–Oder ofenzivi i Istočno Pruskoj ofenzivi u siječnju 1945. u njemačkoj operaciji Frühlingserwache (hrv. proljetno buđenje) u Mađarskoj u ožujku, u bitki Seelow Heights u travnju i konačno u završnoj bitki za Berlin na samom kraju rata.
103. SS teška oklopna bojna (s.SS Pz.Abt. 503) je objavila da je uništila približno 500 tenkova u periodu od siječnja do travnja 1945. godine na Istočnom frontu uz gubitak od 45 Tigera II od kojih je većina bila napuštena i uništena od strane svojih posada zbog mehaničkih kvarova ili manjka goriva.

### Performanse oklopa i topa
Debeo oklop i snažan dalekometni top dao je Tigeru II značajnu prednost u borbi protiv tenkova zapadnih saveznika i sovjetskih tenkova. Ova prednost je bila osobito izražena na zapadnom fontu, gdje do dolaska nekoliko M26 Pershinga 1945. godine, britanske i američke snage nisu imale u svojim jedinicama teške tenkove. Samo je britanski QF 17 pounder (76,2 mm) top koristeći kao municiju APDS projektile (vrsta kinetičkog penetratora) bio teoretski sposoban probiti prednji oklop Tiger II tenka na udaljenosti do 1000 metara. Saveznici su Tigera II uvijek pokušali napasti s boka kako bi ga mogli gađati u oklop na bočnim stranama ili straga koji je bio gotovo duplo tanji i s manjim zakošenjem. Ono što je najvažnije, glavni top Tigera II je mogao probiti prednji oklop bilo kojeg savezničkog tenka na udaljenosti od 2,5 kilometara. Saveznički tenkovi na toj udaljenosti nisu imali takvu preciznost i domet svojih topova.

### Sovjetsko testiranje
Tijekom kolovoza 1944., nekoliko Tigera II je zarobila Crvena armija blizu Sandomierza i ubrzo su transportirani do testnog poligona u Kubinki. Sovjetski tim je objavio da tenk ima nekoliko mana: prijenos i suspenzija su s često kvarili, a motor je bio sklon pregrijavanju i konstantnim otkazivanjem. Dodatno, sovjeti su našli nedostatke u oklopu kada bi se ispalilo mnogo protutenkovskih granata u isto mjesto. Ne samo da su zaključili da je čelik bio loše kvalitete (problem koji je pratio kasnije tenkove zbog nedostatka sirovina, jer kako je vrijeme prolazilo, nijemci su trebali tražiti zamjenu za neke metale), nego je i zavarivanje bilo izvedeno doista slabo. Kao rezultat toga, iako projektil nije uspio probiti oklop, on je popucao, pa bi pod brojnim udarcima projektila oklop pukao i došlo bi do oštećenja bitnih dijelova tenka.

## Prenamjene

### Jagdtiger
Jedina prenamjena Tiger II tenka je bila njegova protutenkovska varijanta imena Jagdtiger (hrv. Lovački tigar) bez kupole i s jačim topom 128 mm PaK 44 L/55. Top promjera 128 mm kalibra 55 tog 70 tonskog lovca tenkova mogao je uništavat sve protivničke tenkove na udaljenosti do 3500 m. Prednji oklop ovog ratnog vozila je bio debljine 250 mm tako da je većina ovih vozila uništeno zračnim napadima ili od strane posade zbog mehaničkih kvarova. Bio je najteže borbeno oklopno vozilo koje je sudjelovalo u borbama u Drugom svjetskom ratu.

### Unutarnje poveznice
- Panther
- Tiger I

### Zajednički poslužitelj
|  | Zajednički poslužitelj ima stranicu o temi Panzerkampfwagen VI Tiger II    |
|  | Zajednički poslužitelj ima još gradiva o temi Panzerkampfwagen VI Tiger II |

## Vanjske poveznice
- (en) Tiger II na fprado.com  Arhivirana inačica izvorne stranice od 27. siječnja 2020. (Wayback Machine)
- (en) Tiger II na achtungpanzer.com  Arhivirana inačica izvorne stranice od 25. kolovoza 2010. (Wayback Machine)